# Lorax
Lorax, originaltitel The Lorax, även känd som Dr. Seuss' The Lorax, är en amerikansk animerad film från 2012 som är regisserad av Chris Renaud och Kyle Balda. Filmen är baserad på en barnbok av Dr Seuss med samma namn.

## Handling
Lorax handlar om en skogsvarelse som tålmodigt sprider hoppets kraft omkring sig. Äventyret följer en pojkes jakt efter det enda som skulle kunna möjliggöra för honom att få flickan i sina drömmar att älska honom. För att hitta det måste han först upptäcka berättelsen om Lorax, den vresiga men ändå charmiga varelsen som kämpar för att skydda sin värld mot hemskheter.

## Engelska röster
- Zac Efron - Ted Wiggins[3]
- Taylor Swift - Audrey[4]
- Danny DeVito - Lorax
- Ed Helms - Once-ler
- Rob Riggle - Aloysius O'Hare
- Betty White - Mormor Norma[4]
- Jenny Slate - Fru Wiggins[5]
- Stephen Tobolowsky - Farbror Ubb
- Nasim Pedrad - Once-lers mamma
- Danny Cooksey - Brett & Chet

## Svenska röster
- Hannes Edenroth - Ted
- Mikaela Ardai Jennefors - Audrey
- Bengt Järnblad - Lorax
- Andreas Nilsson - Gamle & Unge Once-ler
- Irene Lindh - Mormor Norma
- Sarah Dawn Finer - Teds mamma
- Steve Kratz - O'Hare
- Annica Edstam - Once-lers mamma
- Göran Forsmark - Tjock marknadskille
- Kalle Rydberg	- Mager marknadskille
- Claire Wikholm - Grandtante Grizelda
- Henrik Ståhl - Chet & Brett
- Denise Perning - Bea